# Marblepsis macrocera
Marblepsis macrocera är en fjärilsart som beskrevs av Sharp. Marblepsis macrocera ingår i släktet Marblepsis och familjen tofsspinnare. Inga underarter finns listade i Catalogue of Life.